# Шмеквіц
Шмéквіц (нім. Schmöckwitz; вимова [ˈʃmøːkvɪts] ( прослухати) — район (нім. ortsteil) Берліна, Німеччина, в окрузі Трептова-Кепеніка.

## Історія
1375 року був заснований населений пункт під назвою Шмекевіц (нім. Smekewitz). 1920 року він увійшов у склад Берлина згідно з «Актом про Великий Берлін». З 1949 до 1990 року був частиною Східного Берліна, столиці ГДР.

## Географія
Шмеквиц розташований у південно-східнім примісті Берлина. Він є найпівденнішим населеним пунктом німецької столиці, де перебуває її найпівденніша точка — на Раухфанґсвердері, невеликому півострові між озерами Цойтенер Зее (на ріці Дамі) і Більшим Цугом. Прилеглі муніципалітети: Гозен-Ной-Циттау (в окрузі Одер-Шпре), Кенігс-Вустерхаузен, Айхвальде і Цойтен. Всі вони перебувають у районі Даме-Шпревальд. Межові з Берлином населені пункти — Мюггельгайм і Грюнау.

## Галерея

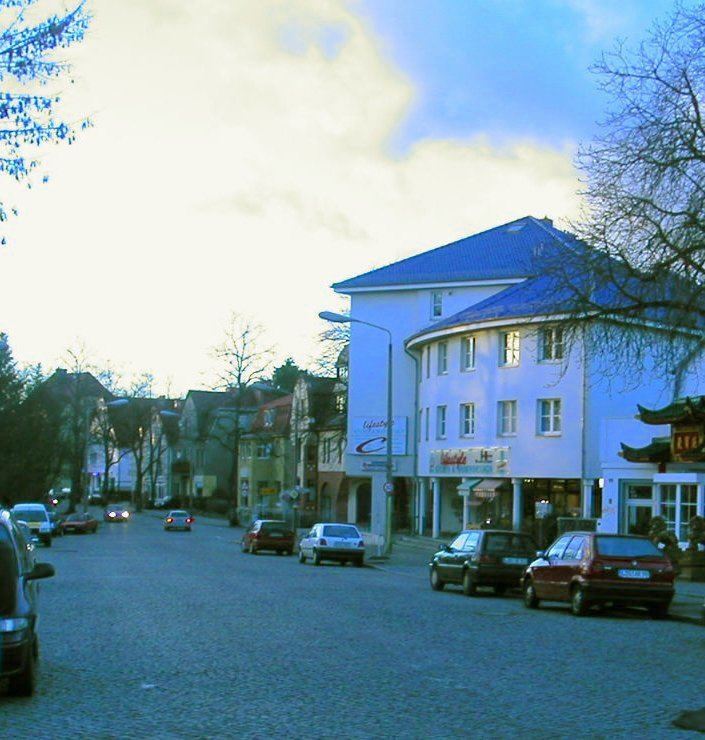
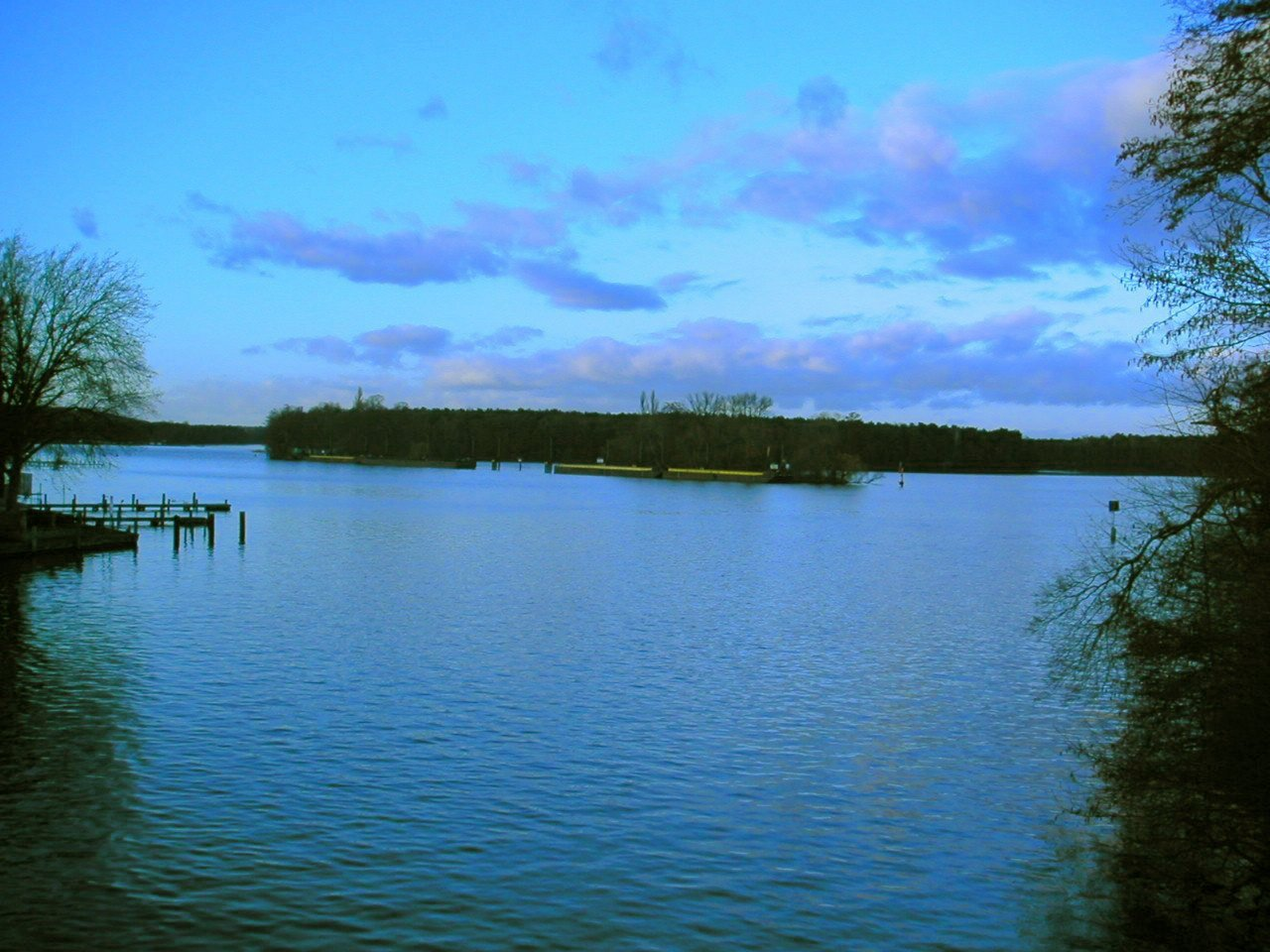
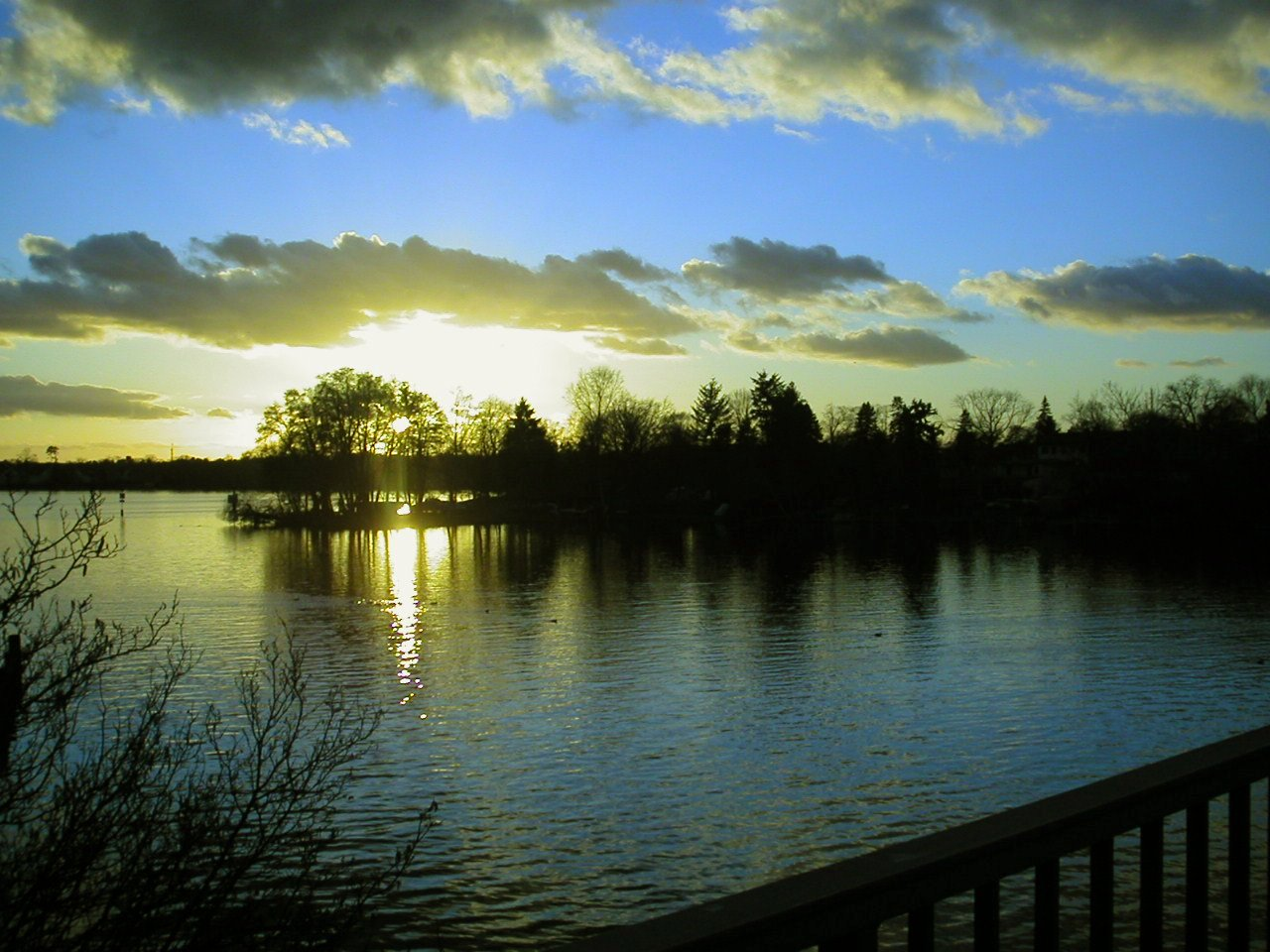
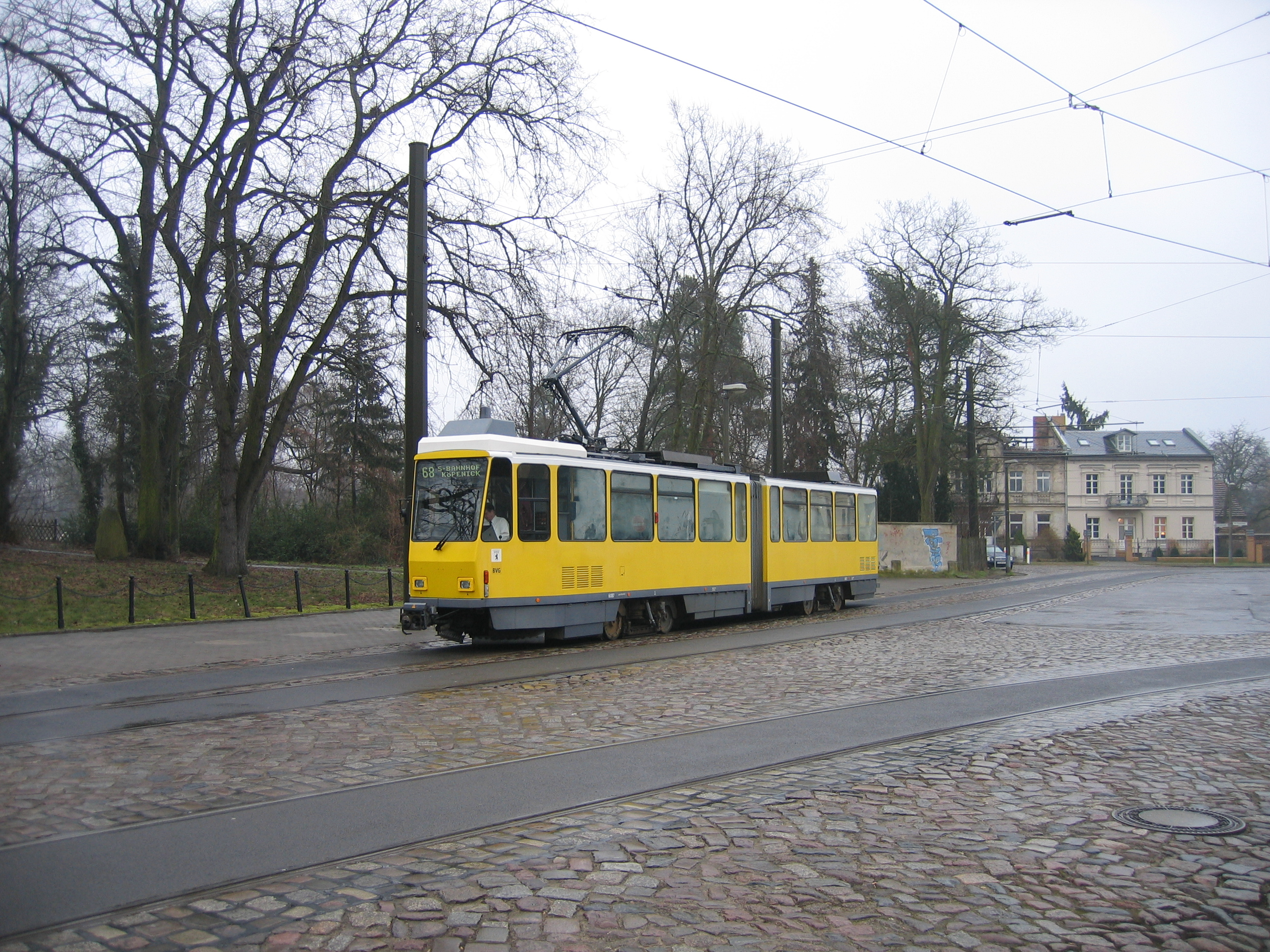